# Clark V. Poling
Clark V. Poling, ameriški vojaški kaplan, * 7. avgust 1910, † 3. februar 1943.
Bil je duhovnik Reformirane cerkve v Ameriki in poročnik-kaplan Kopenske vojske ZDA. Bil je eden od štirih kaplanov, ki so dali svoja življenja, da so rešili druge vojake med potopitvijo transportne ladje USAT Dorchester med drugo svetovno vojno.

## Življenje
Poling se je rodil v Columbusu (Ohio) v družini evangeličanskega duhovnika Daniela A. Polinga in Susie Jane Vandersall. Pozneje se je družina preselila v Auburndale (Massachusetts), kjer je obiskoval osnovno šolo. Njegova mati je umrla leta 1918 in že naslednje leto se je njegov oče ponovno poročil. Pozneje se je spreobrnil tudi v baptista in postal duhovnik. Družina se je preselila v Poughkeepsie (New York), kjer je Poling obiskoval srednjo šolo; posebno se je odlikoval kot član nogometne ekipe. 
Šolanje je nadaljeval na Kolidžu Hope v Michiganu in nato na Rutgersovi univerzi (New Jersey), kjer je leta 1933 diplomiral. Nato je nadaljeval šolanje na Yale Divinity School, kjer je diplomiral leta 1936. Postal je pastor Prve reformirane cerkve v Schenectadyju (New York), kjer je tudi ustvaril svojo družino; z ženo Betty sta imela sina Corkyja in hčerko Susan Elizabeth, ki se je borila tri mesece po njegovi smrti.
Ob izbruhu druge svetovne vojne leta 1941 se je Poling nemudoma prostovoljno prijavil za vojaškega kaplana; tudi njegov oče je služil kot kaplan med prvo svetovno vojno. Prvotno je služil v Mississippiju v sestavi transportnega polka.
Pozno leta 1942 je bil premeščen v Camp Myles Standish (Taunton, Massachusetts), kjer je končal Kaplansko šolo na Univerze Harvard. Tu je spoznal tudi preostale tri kaplane iz četverice. 

## Smrt
Vsi štirje so se januarja 1943 vkrcali na transportno ladjo USAT Dorchester, na krovu katere je bilo čez 900 vojakov na poti v Veliko Britanijo preko Grenlandije. 
2. februarja 1943 je nemška podmornica U-223 opazila konvoj ladij, v kateri je plula tudi Dorchester. Približala se je konvoju in izstrelila torpedo, ki je zadel Dorchester malo po polnoči. Stotine vojakov so v paniki napolnili krov ladje in se pričeli vkrcavati na rešilne čolne. Nekaj čolnov je bilo poškodovanih in tako neuporabnih; štirje kaplani so pričeli organizirati prestrašene vojake. Pričeli so deliti rešilne jopiče iz shramb; ko jih je zmanjkalo, so se odpovedali svojim in jih dali vojakom. Potem, ko so ladjo zapustili zadnji rešilni čolni, so kaplani ostali na krovu s preostalimi vojaki, ki niso uspeli zapustiti ladje in jih vodili v molitev. 27 minut po udaru torpeda je Dorchester potonil s 672 ljudmi na krovu. Preživeli so nazadnje videli štiri kaplane, ko so stali na krovu, držeč se za roke in v molitvi.

## Spomin
Vsi štirje kaplani so bili odlikovani s Distinguished Service Cross in škrlatnim srcem. 3. februarja 1951 je predsednik ZDA Harry S. Truman odprl kapelo v njihovo čast v Grace Baptist Church (Filadelfija). Leta 1961 so ustanovili posebno medaljo - Chaplain's Medal for Heroism.